# Andreas Doub
Andreas Doub (* 1968 in Saarbrücken) ist ein deutscher Kameramann.

## Leben
Doub absolvierte 1991 ein Kamera-Licht-Bühne-Praktikum bei der Berliner Cine Service. Im Anschluss war er als freischaffender Beleuchter bzw. Oberbeleuchter tätig.
Im Jahr 1994 begann er ein Kamera- und Regiestudium an der Deutschen Film- und Fernsehakademie in Berlin. Seit dem Jahr 1997 ist er als Kameramann tätig. Seine ersten Arbeiten entstanden in Zusammenarbeit mit dem Regisseur Lars Kraume. Mit Kraume drehte er 2001 auch seinen ersten Spielfilm Viktor Vogel – Commercial Man.
Für seine Arbeit an der Sat1-Serie R. I. S. – Die Sprache der Toten war Doub gemeinsam mit Roman Nowocien für den Deutschen Fernsehpreis 2007 in der Kategorie Beste Kamera nominiert, unterlag dort jedoch Philipp Sichler. Im gleichen Jahr erhielt für seine Arbeit an Hannu Salonens Spur der Hoffnung eine Nominierung für den Deutschen Kamerapreis.
2008 war Doub Kameramann bei Hannes Stöhrs Milieustudie Berlin Calling.

## Filmografie (Auswahl)
| - 1996: Life Is Too Short to Dance with Ugly Women (Kurzfilm) - 1998: Dunckel (Fernsehfilm) - 1998, 1999: Einsatz Hamburg Süd (Fernsehserie, zwei Folgen) - 1999: Der Mörder meiner Mutter (Fernsehfilm) - 2000: Chillout (Fernsehfilm) - 2001: Viktor Vogel – Commercial Man - 2002: Gefühle im Sturm (Fernsehfilm) - 2003: Motown - 2004: Sugar Orange - 2004–2015: Tatort (Fernsehreihe) - 2004: Der vierte Mann - 2004: Odins Rache - 2005: Feuertaufe - 2006: Sternenkinder - 2009: Neuland - 2009: Bittere Trauben - 2009: Tango für Borowski - 2010: Hilflos - 2015: Blutschuld - 2015: Spielverderber - 2005: Polizeiruf 110 (Fernsehreihe) - Resturlaub - Vorwärts wie rückwärts | - 2006: Spur der Hoffnung (Fernsehfilm) - 2007: R. I. S. – Die Sprache der Toten (Fernsehserie, drei Folgen) - 2007: Der Mann von gestern (Fernsehfilm) - 2008: Berlin Calling - 2009: Schläft ein Lied in allen Dingen - 2010: Sau Nummer vier. Ein Niederbayernkrimi (Fernsehfilm) - 2011: Die Verführung – Das fremde Mädchen (Fernsehfilm) - 2011: Das Ende einer Maus ist der Anfang einer Katze (Fernsehfilm) - 2011: Kommissarin Lucas – Am Ende muss Glück sein - 2011–2019: Der Kriminalist (Fernsehserie, 11 Folgen) - 2012: Bankraub für Anfänger (Fernsehfilm) - 2013: Global Player (Spielfilm) - 2014: Frauchen und die Deiwelsmilch (Fernsehfilm) - 2015: Stralsund – Es ist nie vorbei - 2016: Hattinger und der Nebel - 2018: Nord bei Nordwest – Sandy (Fernsehreihe) - 2018: Mordkommission Istanbul (Fernsehserie, 1 Folge) - 2019: Erzgebirgskrimi – Der Tote im Stollen - 2021: Du sollst nicht lügen (Miniserie) - 2022: Der Usedom-Krimi: Am Ende einer Reise - 2022: Nord bei Nordwest – Wilde Hunde - 2022: Dr. Hoffmann – Die russische Spende |